# Халифакс (Западен Йоркшър)
Вижте пояснителната страница за други значения на Халифакс.
Халифакс (на английски: Halifax) е град в западната част на област Западен Йоркшър – Англия. Той е административен и стопански център на община Колдърдейл.
Населението на града към 2001 година е 83 570 жители. Разположен е на 320 км северозападно от столицата Лондон, в непосредствена близост до градовете Хъдърсфийлд – намиращ се на 9 км в югоизточна посока и Брадфорд – на 9 км в североизточна посока. Тези три града, заедно с Лийдс и Уейкфийлд образуват една от големите агломерации във Великобритания.
В миналото, Халифакс е един от големите центрове за производство на вълнен текстил. В по-новата си история, градът е международно известен с производството на шоколодовите изделия „Макинтош“ (понастоящем марката е придобита от „Нестле“).

## Демография
Изменение на населението за период от две десетилетия 1981 – 2001 година:
| година    | 1981   | 1991   | 2001   |
| --------- | ------ | ------ | ------ |
| население | 76 675 | 91 069 | 83 570 |

## Известни личности
Родени в Халифакс
- Джон Лоутън (1946 – 2021), музикант
- Анди Макдермът (р. 1974), писател
- Оливър Смитис (1925 – 2017), генетик
- Джон Уокър (р. 1941), химик
- Ед Шийрън (р. 1991), музикант